# Stephenia pudora
Stephenia pudora is een vlinder uit de familie van de Nymphalidae. De wetenschappelijke naam van deze soort is voor het eerst voorgesteld, als Acraea caecilia f. pudora, door Per Olof Christopher Aurivillius in een publicatie uit 1910.
De soort komt voor in West-Oeganda, Oost-Kenia, Oost- en Midden-Tanzania en Noord-Malawi.